# Hólkonuhnúkur
Hólkonuhnúkur är en bergstopp i republiken Island. Den ligger i regionen Västfjordarna, 140 km norr om huvudstaden Reykjavík. Toppen på Hólkonuhnúkur är 723 meter över havet, eller 112 meter över den omgivande terrängen. Bredden vid basen är 1,2 km.
Trakten runt Hólkonuhnúkur är nära nog obefolkad, med mindre än två invånare per kvadratkilometer. Det finns inga samhällen i närheten. Trakten runt Hólkonuhnúkur består i huvudsak av gräsmarker.